# Airco DH.7
L'Airco DH.7 era un progetto di caccia biplano monoposto disegnato da  Geoffrey de Havilland per conto dell'azienda britannica Aircraft Manufacturing Company, meglio conosciuta come Airco, negli anni dieci del XX secolo e destinato ad essere utilizzato durante la prima guerra mondiale.
Era stato ideato per sfruttare le caratteristiche del motore Rolls-Royce Falcon; data l'indisponibilità dell'unità nei quantitativi previsti, de Havilland provò prima ad adattare il progetto equipaggiandolo con un altro motore, rinunciandovi però alla fine e arrestandone lo sviluppo.